# Crematogaster agnetis
Crematogaster agnetis es una especie de hormiga acróbata del género Crematogaster, familia Formicidae. Fue descrita por Forel en 1892.
Habita en el continente africano, en Madagascar, a elevaciones que van desde los 400 hasta los 1409 metros de altura. Habita en bosques lluviosos, además en los bordes de pantanos, bosques tropicales mixtos, en la vegetación baja, en áreas y sitios abiertos y en bosques secos tropicales. Frecuentan la madera podrida, troncos, ramas muertas que se encuentran en el suelo y también en forrajes.

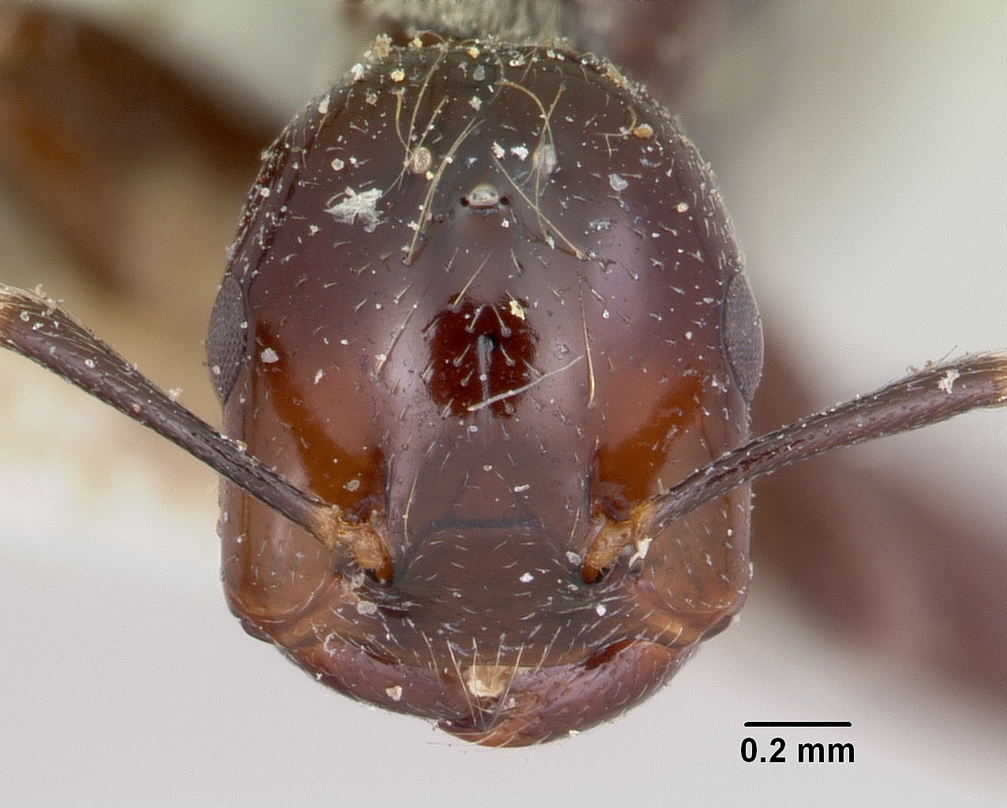
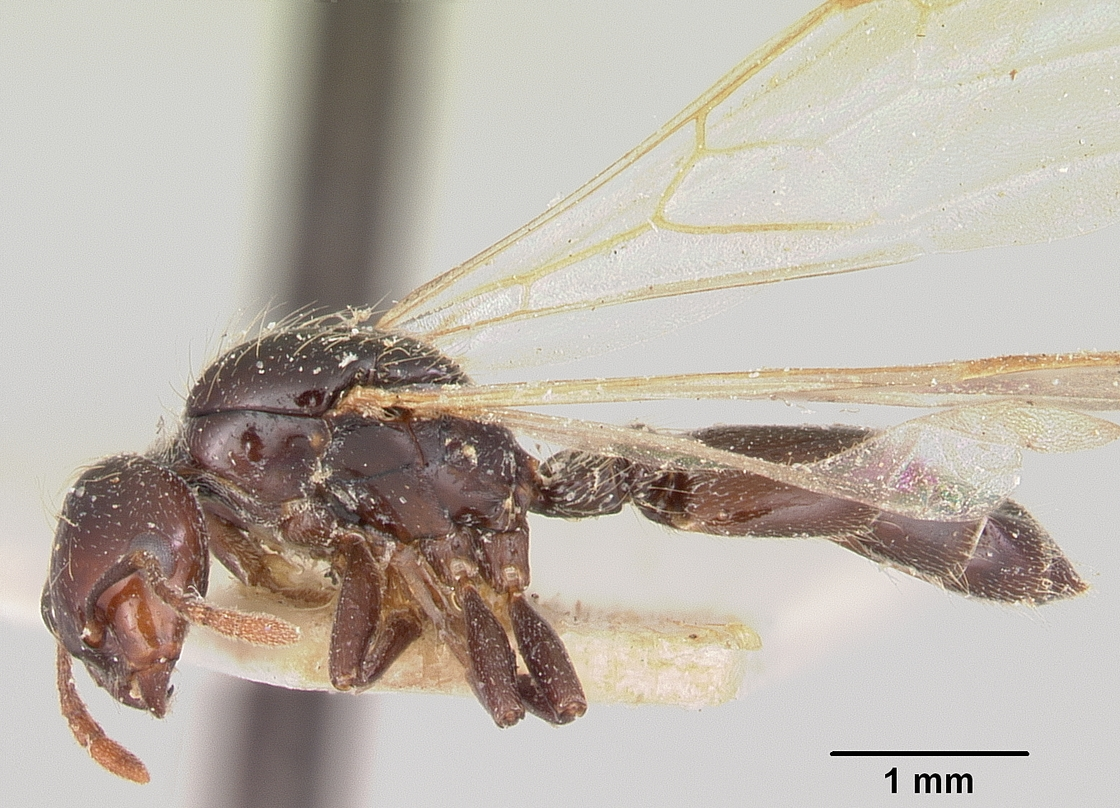
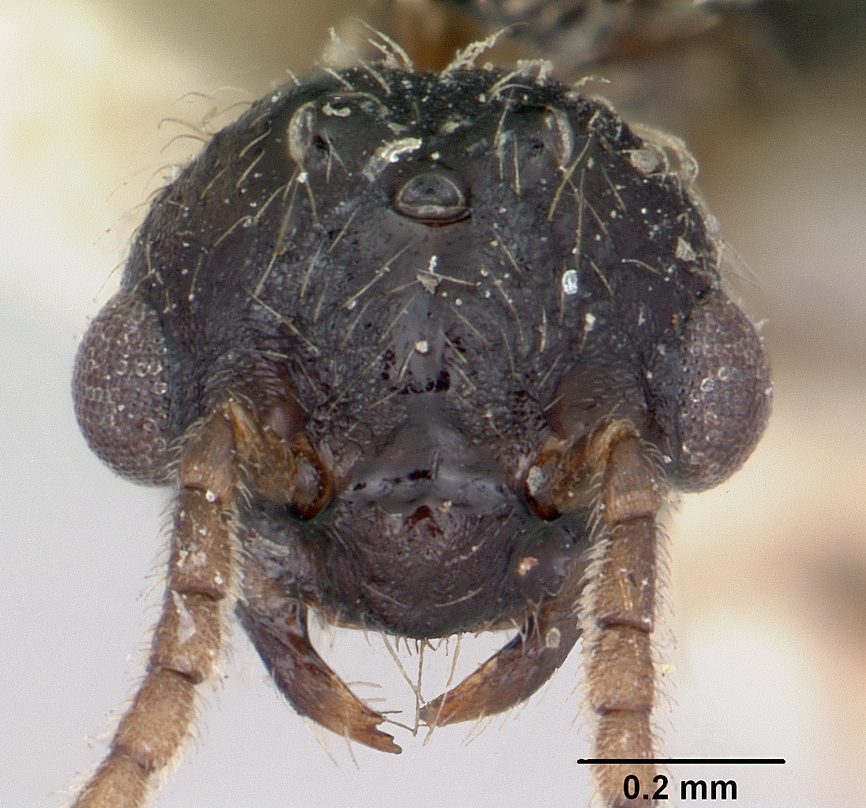
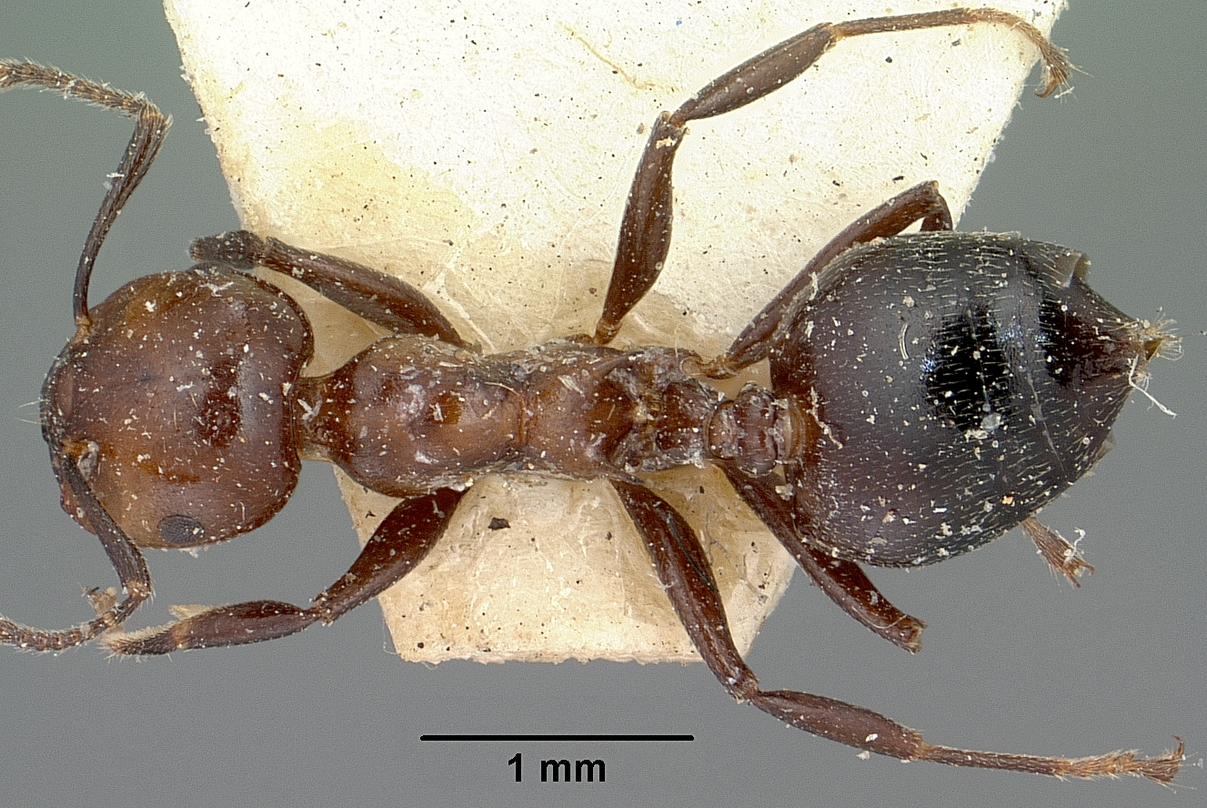
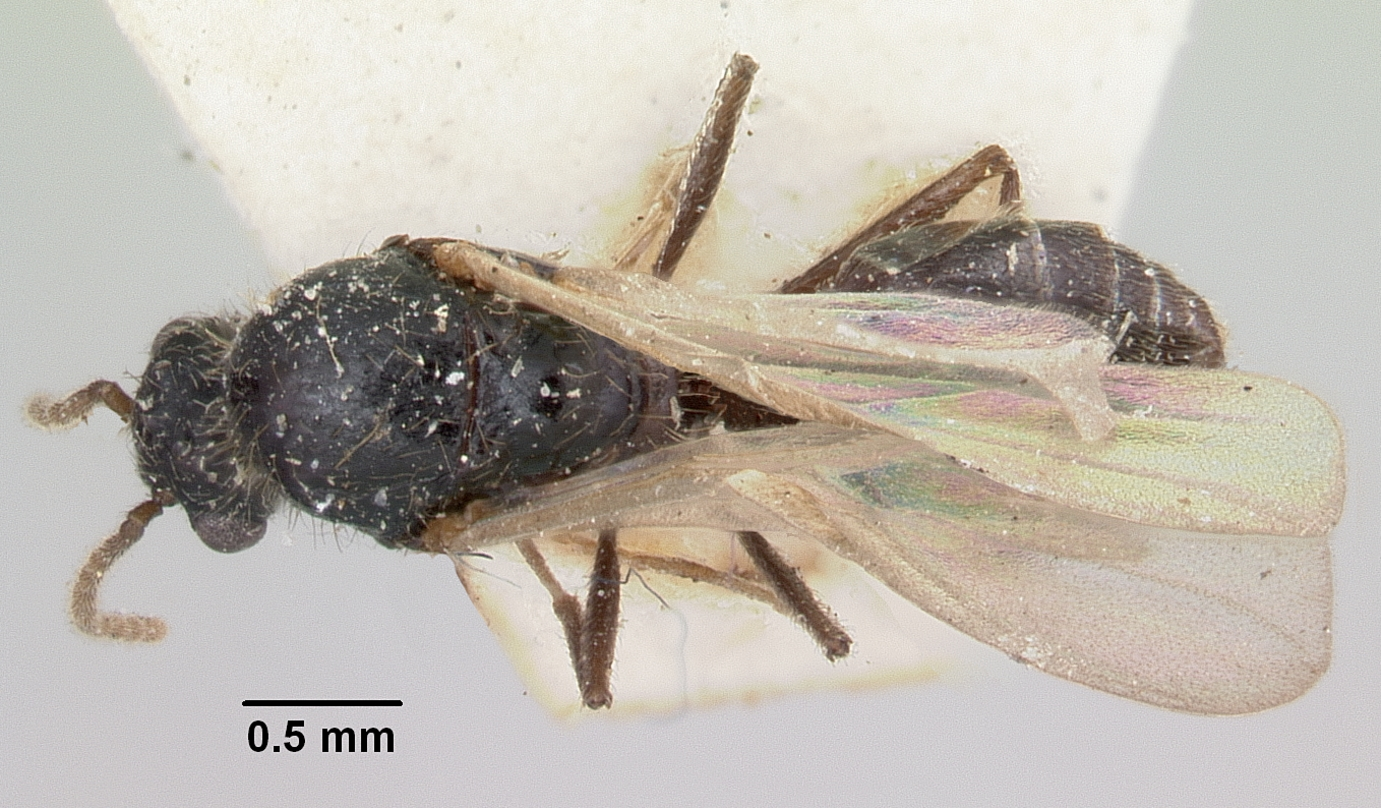